# Blindspot: Mapa zbrodni
Blindspot: Mapa zbrodni (ang. Blindspot) – amerykański, dramatyczny serial telewizyjny wyprodukowany przez Berlanti Productions oraz Warner Bros. Television. Twórcami serialu są Martin Gero i Greg Berlanti.

## Emisja
Premierowy odcinek został wyemitowany 21 września 2015 roku przez NBC. W Polsce serial jest emitowany od 12 listopada 2015 roku przez Canal+. Sezon 3 emitowany będzie od 16 stycznia 2019 roku przez AXN.

## Fabuła
Serial opowiada o zupełnie nagiej kobiecie znalezionej w zamkniętej torbie na samym środku Times Square w Nowym Jorku. Nie pamięta niczego ze swojej przeszłości, ale jej ciało pokryte jest tajemniczymi tatuażami. Jeden z nich zawiera imię agenta FBI, Kurta Wellera, który wraz ze swoim zespołem próbuje rozwikłać zagadkę tożsamości nieznajomej.

## Obsada

### Role główne
- Jaimie Alexander jako Jane Doe[4] (90 odcinków)[5]
- Sullivan Stapleton jako Kurt Weller[6] (90 odcinków)
- Audrey Esparza jako Natasha Zapata[7] (90 odcinków)
- Rob Brown jako Edgar Reade[7] (90 odcinków)
- Ashley Johnson jako William Patterson, szef wydziału kryminalistyki FBI [8] (90 odcinków)
- Ukweli Roach jako dr. Robert Borden[7] (42 odcinki)
- Marianne Jean-Baptiste jako Bethany Mayfair, zastępca dyrektora FBI[9] (25 odcinków)

### Role drugoplanowe
- Michael Gaston jako Tom Carter, zastępca szefa CIA[10] (8 odcinków)
- Joe Dinicol jako David[11] (7 odcinków)
- Johnny Whitworth jako bardzo przystojny mężczyzna (7 odcinków)
- Jay O. Sanders jako ojciec Kurta i Sarah (10 odcinków)
- Francois Arnaud jako Oscar[12] (16 odcinków)
- Trieste Kelly Dunn jako Allison Knight, policjantka[13] (15 odcinków)
- Archie Panjabi jako Nas Kamal, dowódca tajnego oddziału NSA, który śledzi sprawę Sandstorm (sezon 2)[14] (20 odcinków)
- Luke Mitchell [15] jako Roman (51 odcinków)
- Michelle Hurd [15] jako Shepherd (26 odcinków)
- Jonathan Patrick Moore jako Oliver Kind (sezon 2)[16] (7 odcinków)
- Chad Donella jako Jake Keaton, agent CIA[17] (15 odcinków)
- Kelly P. Williams jako agent FBI (62 odcinki)[5]
- Ennis Esmer jako Rich Dotcom (37 odcinków)
- Mary Elizabeth Mastrantonio jako Madeline Burke (15 odcinków)
- David Morse jako Hank Crowford
- Tori Anderson jako Blake Crawford (12 odcinków)
- Mary Stuart Masterson jako Eleanor Hirst (11 odcinków)
- Jordana Spiro jako Sarah Weller (10 odcinków)
- Josh Dean jako Boston Arliss Crab (10 odcinków)
- Amy Margaret Wilson jako Briana (10 odcinków)
- Kristina Reyes jako Avery (9 odcinków)
- Jefferson White jako Parker (9 odcinków)
- Chaske Spencer jako Dominic Masters (8 odcinków)

### Gościnne występy
- Aaron Abrams jako zastępca prokuratora generalnego[18] (29 odcinków)[5]

## Odcinki
| Sezon | Sezon | Odcinki | Oryginalna emisja    | Oryginalna emisja | Oryginalna emisja | Oryginalna emisja | Oryginalna emisja |
| Sezon | Sezon | Odcinki | Premiera sezonu      | Finał sezonu      | Premiera sezonu   | Finał sezonu      |                   |
| ----- | ----- | ------- | -------------------- | ----------------- | ----------------- | ----------------- | ----------------- |
|       | 1     | 23      | 21 września 2015     | 23 maja 2016      | 12 listopada 2015 | 30 czerwca 2016   |                   |
|       | 2     | 22      | 14 września 2016     | 17 maja 2017      | 5 stycznia 2017   | 20 lipca 2017     |                   |
|       | 3     | 22      | 27 października 2017 | 18 maja 2018      | 16 stycznia 2019  | 19 czerwca 2019   |                   |
|       | 4     | 22      | 12 października 2018 | 31 maja 2019      | —                 | —                 |                   |
|       | 5     | 11      | 7 maja 2020          | 23 lipca 2020     |                   |                   |                   |

## Produkcja
24 stycznia 2015 stacja NBC zamówiła pilotażowy odcinek serialu. 1 maja 2015 roku stacja NBC zamówiła pierwszy sezon serialu Blindspot na sezon telewizyjny 2015/2016. 10 października 2015 roku stacja NBC zamówiła pełny sezon. 9 listopada 2015 roku stacja NBC zamówiła drugi sezon. 11 maja 2017 roku, stacja NBC ogłosiła przedłużenie serialu o trzeci sezon. 11 maja 2018 roku, stacja NBC ogłosiła zamówienie czwartego sezonu. 11 maja 2019 roku, stacja NBC ogłosiła przedłużenie serialu o piąty sezon, który jest serią finałową.